# Fresno de Caracena
Fresno de Caracena ist ein Ort und eine Gemeinde (municipio) mit insgesamt nur noch 19 Einwohnern (Stand: 2024) im Südwesten der nordspanischen Provinz Soria in der autonomen Region Kastilien-León. Der Ort gehört zur bevölkerungsarmen Serranía Celtibérica; er liegt am Camino del Cid und an der Ruta de la Lana.

## Lage und Klima
Der in einer Talsenke in einer Höhe von ca. 950 m gelegene Ort Fresno de Caracena befindet sich circa 75 Kilometer (Fahrtstrecke) südwestlich der Provinzhauptstadt Soria. Circa neun Kilometer südlich liegt der sehenswerte Nachbarort Caracena. Das Klima ist im Winter rau, im Sommer dagegen gemäßigt bis mild; Regen (ca. 515 mm/Jahr) fällt übers Jahr verteilt.

## Bevölkerungsentwicklung
| Jahr      | 1857 | 1900 | 1950 | 2001 | 2019 |
| Einwohner | 332  | 342  | 351  | 55   | 21   |

Infolge der Mechanisierung der Landwirtschaft, der Aufgabe bäuerlicher Kleinbetriebe („Höfesterben“) und des daraus resultierenden geringeren Arbeitskräftebedarfs ist die Einwohnerzahl der hoch gelegenen Gemeinde seit Beginn des 20. Jahrhunderts, vor allem aber seit den 1950er Jahren stark zurückgegangen.

## Wirtschaft
Das kleine Bergdorf war und ist in hohem Maße von der Landwirtschaft geprägt. In früheren Zeiten diente der Ort auch als Handwerks- und Marktzentrum für die Einzelgehöfte und Weiler der Umgebung. Seit der Mitte des 20. Jahrhunderts spielt der Tourismus (Wandern und Ferienwohnungen) eine wichtige Rolle als Einnahmequelle der Gemeinde.

## Geschichte
Keltische, römische westgotische und selbst maurische Funde wurden nicht gemacht. Das hochgelegene Gebiet um Caracena dürfte jahrhundertelang ausschließlich als Sommerweide für Viehherden gedient haben. Im 17. Jahrhundert erhielt der Ort die Stadtrechte (villa).

## Sehenswürdigkeiten
- Die kleine Kirche Nuestra Señora de la Asunción ist romanischen Ursprungs; hinter dem über der schmuck- und portallosen Westfassade aufragenden Glockengiebel (espadaña) befindet sich eine später hinzugefügte Glockenstube aus Fachwerk. Das Eingangsportal befindet sich – wie in der Region üblich – auf der Südseite der Kirche. Ein daneben liegendes Portal wurde zugemauert.
- Auf einem Rundsockel auf dem Dorfplatz erhebt sich eine Gerichtssäule (rollo oder picota) aus dem 18. Jahrhundert.
- In eine Erdschräge beim Ort wurden mehrere Keller (bodegas) zur Lagerung von Würsten etc. hineingetrieben.